# Baltic Cup 1971
Der Baltic Cup 1971 war die 25. Austragung des Turniers der Baltischen Länder, dem Baltic Cup. Das Turnier für Fußballnationalteams fand zwischen dem 23. und 25. Juli 1971 in Lettland statt. Ausgetragen wurden die Spiele in Riga. Die Litauische Fußballnationalmannschaft gewann ihren 8. Titel.

## Gesamtübersicht
Tabelle nach Zwei-Punkte-Regel.
| Pl. | Verein         | Sp. | S | U | N | Tore    | Diff. | Punkte |
| --- | -------------- | --- | - | - | - | ------- | ----- | ------ |
| 1.  | Litauische SSR | 2   | 1 | 1 | 0 | 004:200 | +2    | 03     |
| 2.  | Estnische SSR  | 2   | 1 | 1 | 0 | 004:300 | +1    | 03     |
| 3.  | Lettische SSR  | 2   | 0 | 0 | 2 | 005:800 | −3    | 0      |

|                       |   |                |     |
| 23. Juli 1971 in Riga |   |                |     |
| Lettische SSR         | – | Estnische SSR  | 3:4 |
| 24. Juli 1971 in Riga |   |                |     |
| Estnische SSR         | – | Litauische SSR | 0:0 |
| 25. Juli 1971 in Riga |   |                |     |
| Lettische SSR         | – | Litauische SSR | 2:4 |